# Мундибаське міське поселення
Мундиба́ське міське поселення (рос. Мундыбашское городское поселение) — сільське поселення у складі Таштагольського району Кемеровської області Росії.
Адміністративний центр — селище міського типу Мундибаш.

## Населення
Населення — 4357 осіб (2019; 5133 в 2010, 6084 у 2002).

## Склад
До складу поселення входять:
| Населений пункт   | Населення, осіб (2002) | Населення, осіб (2010) |
| ----------------- | ---------------------- | ---------------------- |
| Мундибаш, смт     | 6019                   | 5097                   |
| Підкатунь, селище | 30                     | 17                     |
| Тельбес, селище   | 35                     | 19                     |